# Fistulatus sinensis
Fistulatus sinensis är en insektsart som beskrevs av Zhang, Zhang och Chen 1997. Fistulatus sinensis ingår i släktet Fistulatus och familjen dvärgstritar. Inga underarter finns listade i Catalogue of Life.